# الدوري الكويتي 1965–66
أقيمت بطولة الدوري الكويتي الخامسة في موسم 1965/1966، وقد شارك في هذه البطولة ستة فرق، وقد حقق نادي العربي الكويتي لقب البطولة، وهي المرة الرابعة التي يفوز فيها بلقب الدوري.

## ترتيب الفرق
| الفريق                | لعب | فاز | تعادل | خسر | له | عليه | النقاط |
| --------------------- | --- | --- | ----- | --- | -- | ---- | ------ |
| نادي العربي الكويتي   | 10  | 9   | 1     | 0   | 38 | 5    | 19     |
| نادي القادسية الكويتي | 10  | 6   | 3     | 1   | 35 | 9    | 15     |
| نادي الكويت           | 10  | 4   | 4     | 2   | 21 | 12   | 12     |
| نادي السالمية         | 10  | 3   | 1     | 6   | 14 | 31   | 7      |
| نادي الفحيحيل         | 10  | 2   | 2     | 6   | 20 | 25   | 6      |
| نادي الشباب الكويتي   | 10  | 0   | 1     | 9   | 6  | 52   | 1      |

## أرقام من البطولة
- أكثر الفرق تحقيقا للفوز هو نادي العربي الكويتي ب9 انتصارات.
- أقل الفرق تحقيقا للفوز هو نادي الشباب الكويتي حيث لم يفز.
- أكثر الفرق تحقيقا للتعادل هو نادي الكويت بأربعة تعادلات.
- أقل الفرق تحقيقا للتعادل هو نادي العربي الكويتي ونادي السالمية ونادي الشباب الكويتي بتعادل واحد.
- أكثر الفرق تعرضا للخسارة هو نادي الشباب الكويتي ب9 هزائم.
- أقل الفرق تعرضا للخسارة هو نادي العربي الكويتي حيث لم يخسر.
- أكثر الفرق تسجيلا للأهداف هو نادي العربي الكويتي ب38 هدف.
- أقل الفرق تسجيلا للأهداف هو نادي الشباب الكويتي ب6 أهداف.
- أكثر الفرق تعرضا للأهداف هو نادي الشباب الكويتي ب52 هدف.
- أقل الفرق تعرضا للأهداف هو نادي العربي الكويتي ب5 أهداف.